# Asplenium rhipidoneuron
Asplenium rhipidoneuron là một loài dương xỉ trong họ Aspleniaceae. Loài này được W.J. Rob. mô tả khoa học đầu tiên.